# 中央ジャンクション
中央ジャンクション（ちゅうおうジャンクション）は、東京都三鷹市に建設中の中央自動車道と東京外かく環状道路を接続するジャンクションである（名称は仮称）。東京外かく環状道路については、政令上の路線名としての関越自動車道(新潟線及び上越線)の起点でもある。また、当JCTを境に南側は、東名JCT(仮称)まで、政令上の路線としては中央自動車道(西宮線、富士吉田線及び長野線重複)になっている。
2012年9月に着工したが、工事の難航から開通時期は未定となっている。東京外かく環状道路は当ジャンクションを境として北側を東日本高速道路株式会社（NEXCO東日本関東支社）が、南側を中日本高速道路株式会社（NEXCO中日本東京支社）が、それぞれ有料道路として管理する予定である。
本項では中央JCTに併設予定の東八道路インターチェンジ（仮称）についても記述する。

## 道路
- E20 中央自動車道
- C3 東京外かく環状道路

## 東八道路インターチェンジ
東八道路インターチェンジ（とうはちどうろインターチェンジ）は、東京都三鷹市に建設中の東京外かく環状道路のインターチェンジである（名称は仮称）。中央JCTに併設される計画であり、東京外かく環状道路両方向に加え、中央JCTを介して中央自動車道両方向とも接続する構造となっている。大泉JCT方面へは中央JCT付近でUターンして中央道からの連結路と合流して地下の本線に下りていく形態が予定されている。現状、中央自動車道の起点である高井戸ICには入口ランプがないため、完成後は事実上中央道の都心側最初の入口となる見込みである（なお、高井戸ICの入口ランプについては開設に向けた動きがある）。

### 接続する道路
- C3東京外かく環状道路
- 東京都道14号新宿国立線（東八道路）
- 東京都市計画道路幹線街路外郭環状線の2（計画）

## 沿革
- 2012年9月5日 : 着工[3]
- 未定: 東京外環道東名JCT - 大泉JCT間開通に伴い供用開始予定

## 接続する自動車専用道
E20 中央自動車道
(1)高井戸IC - (2)中央JCT（事業中） - 三鷹TB/三鷹BS - 深大寺BS - (3)調布IC
C3 東京外かく環状道路
東名JCT（事業中） - 中央JCT/東八道路IC（事業中） - 青梅街道IC（事業中）